# 郎德镇
郎德镇，是中华人民共和国贵州省黔东南苗族侗族自治州雷山县下辖的一个乡镇级行政单位。

## 行政区划
郎德镇下辖以下地区：
下郎德村、上郎德村、乌流村、也改村、排夫村、报德村、也利村、乌肖村、乌瓦村、乌吉民村、南猛村、老猫村和杨柳村。

## 中国传统村落
- 2012年12月，上郎德村、下郎德村、南猛村被评为首批“中国传统村落”。
- 2013年8月，杨柳村、乌瓦村、乌流村、也改村、报德村、也利村被评为第二批中国传统村落。